# Chudenice
Chudenice (en allemand : Chudenitz, précédemment : Chudienitz) est un bourg (městys) du district de Klatovy, dans la région de Plzeň, en République tchèque. Sa population s'élevait à 773 habitants en 2021.

## Géographie
Chudenice se trouve à 9 km à l'ouest de Švihov, à 12 km au nord-ouest de Klatovy, à 34 km au sud-sud-est de Plzeň et à 114 km au sud-ouest de Prague.
La commune est limitée par Koloveč, Srbice et Křenice au nord, par Ježovy à l'est, par Dolany au sud-est, par Poleň au sud, et par Všepadly, Únějovice, Chocomyšl et Kaničky à l'ouest.

## Histoire
La première mention écrite de la localité date de 1291.

## Galerie

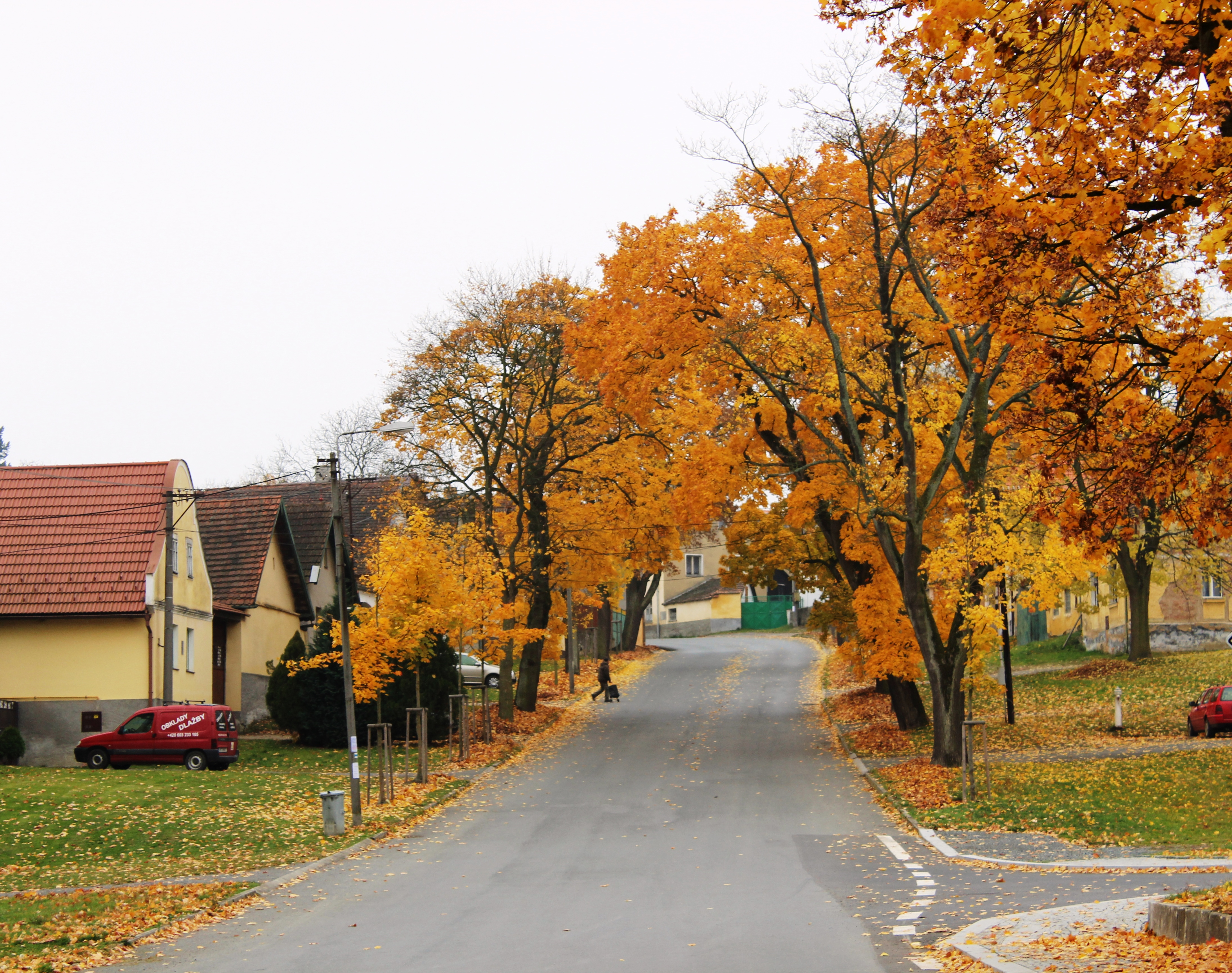
Une rue de Chudenice en automne.
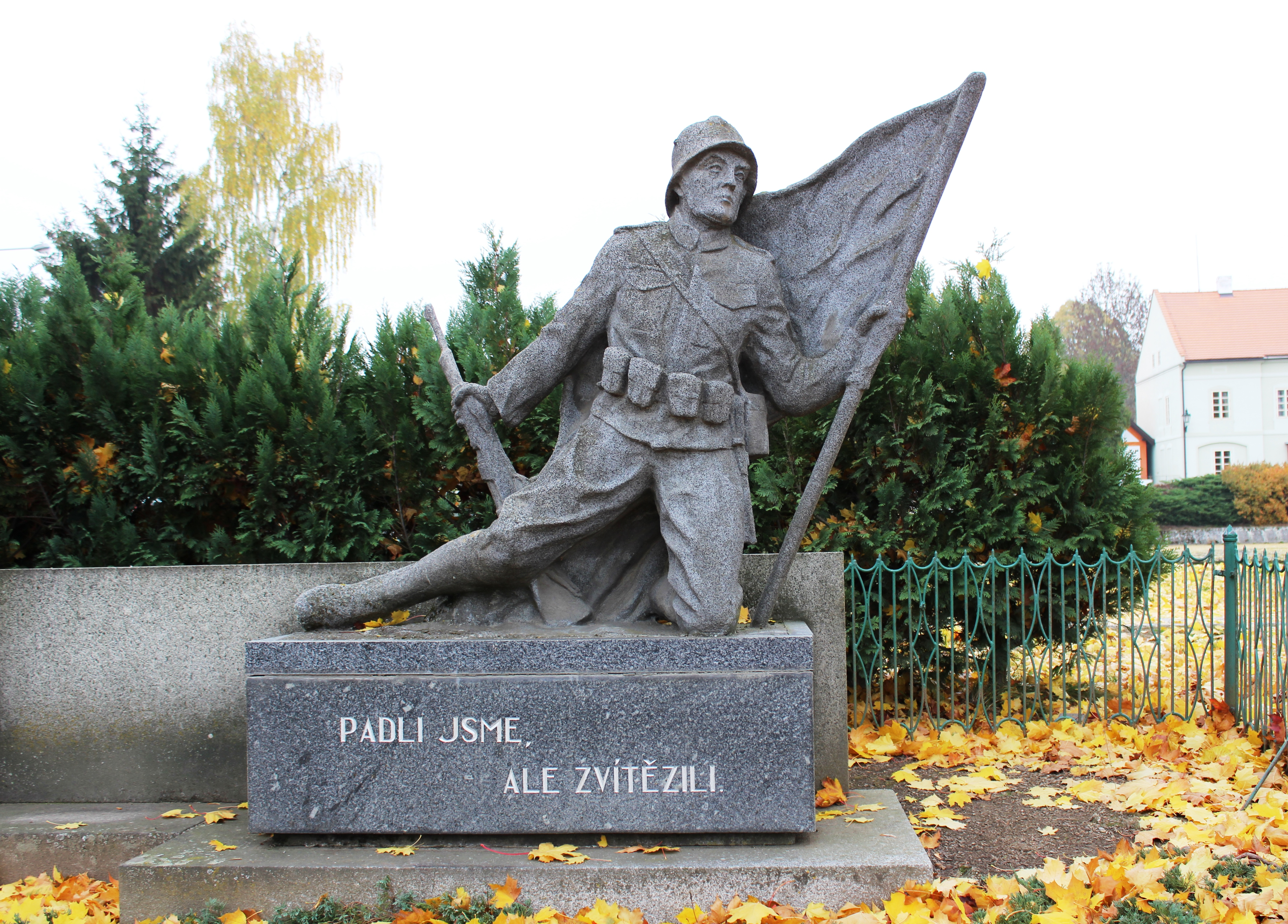
Monument aux morts de la Seconde Guerre mondiale.

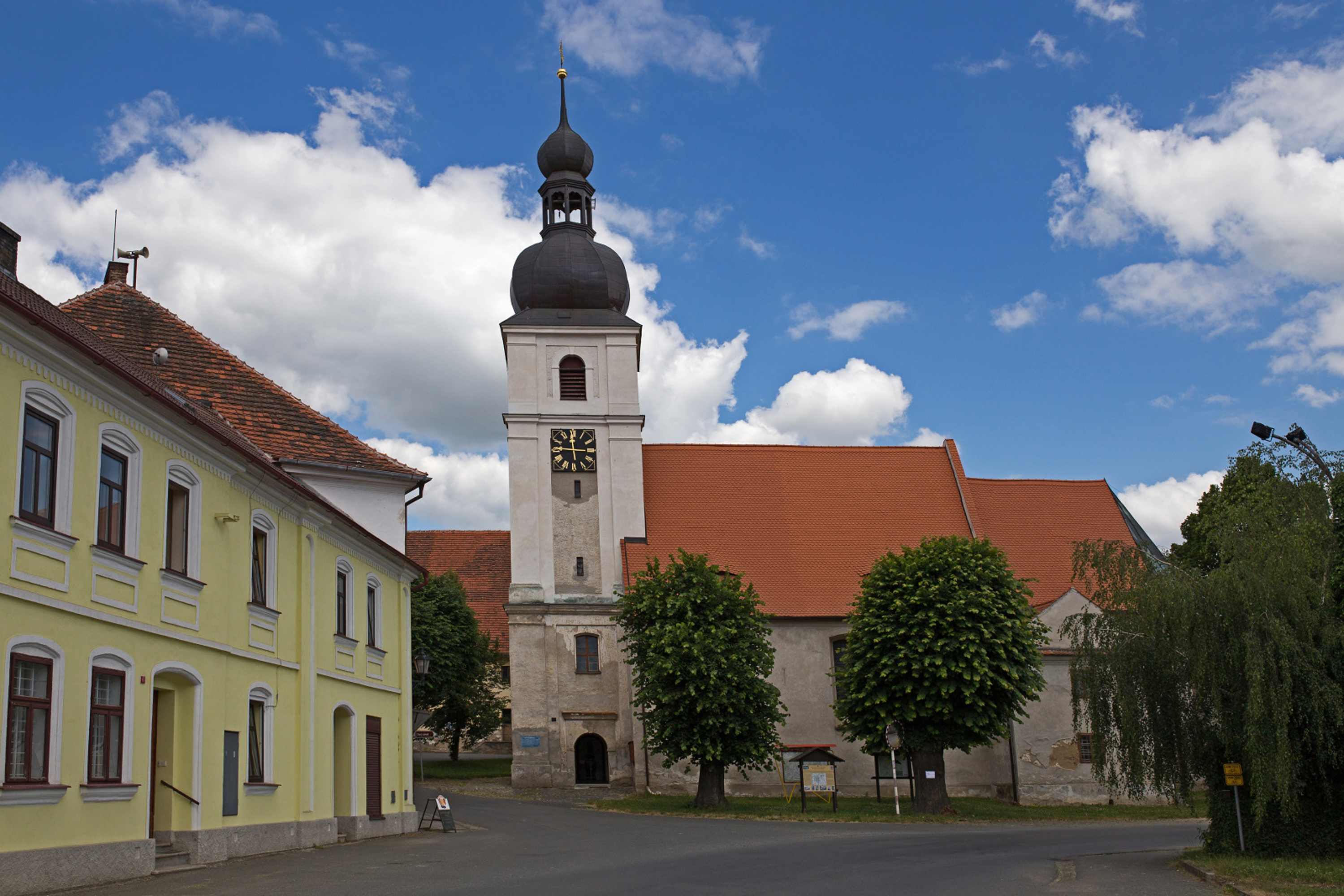
Église Saint-Jean-Baptiste.
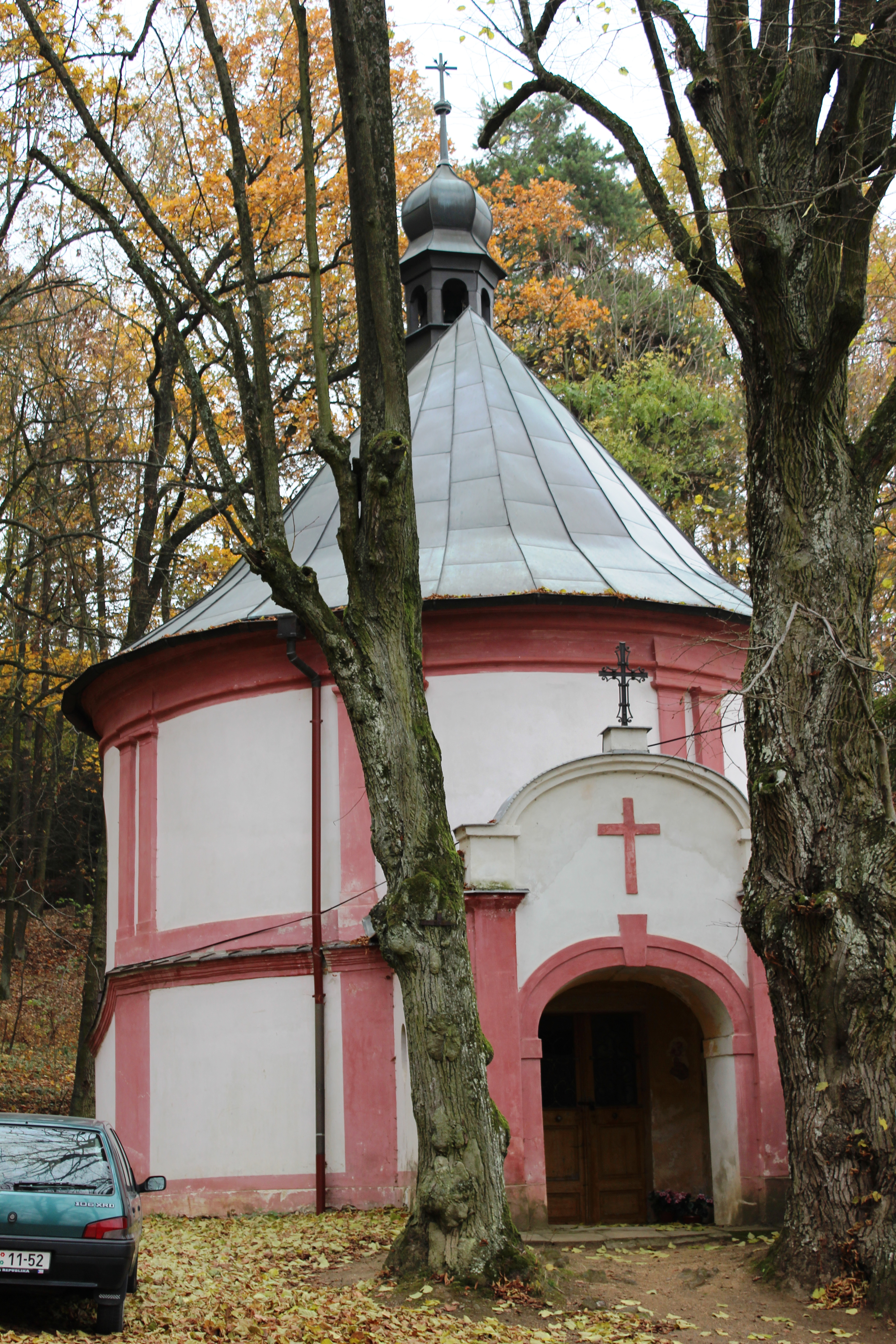
Chapelle Sainte-Anne.
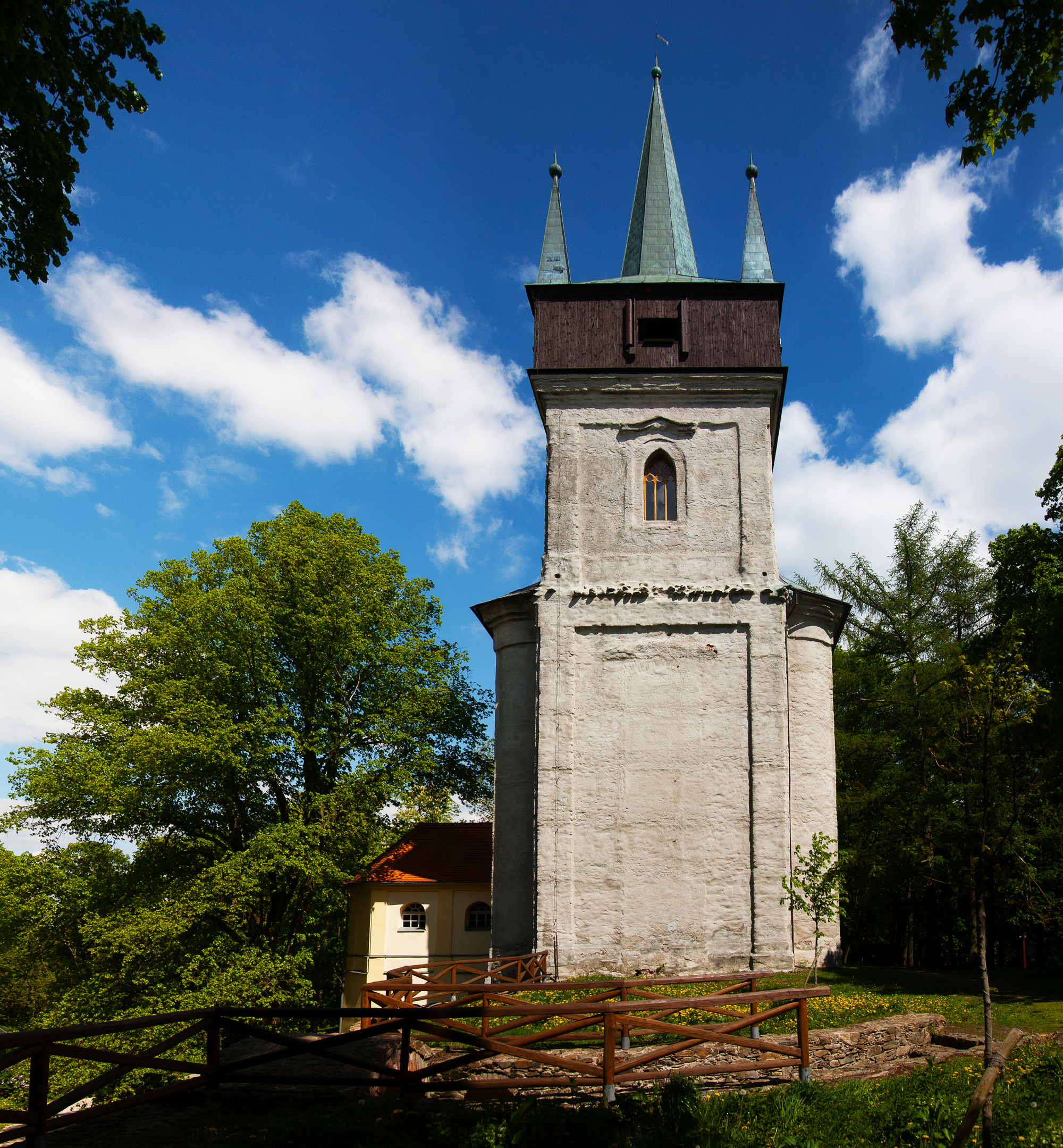
Tour d'observation de Bolfánek.

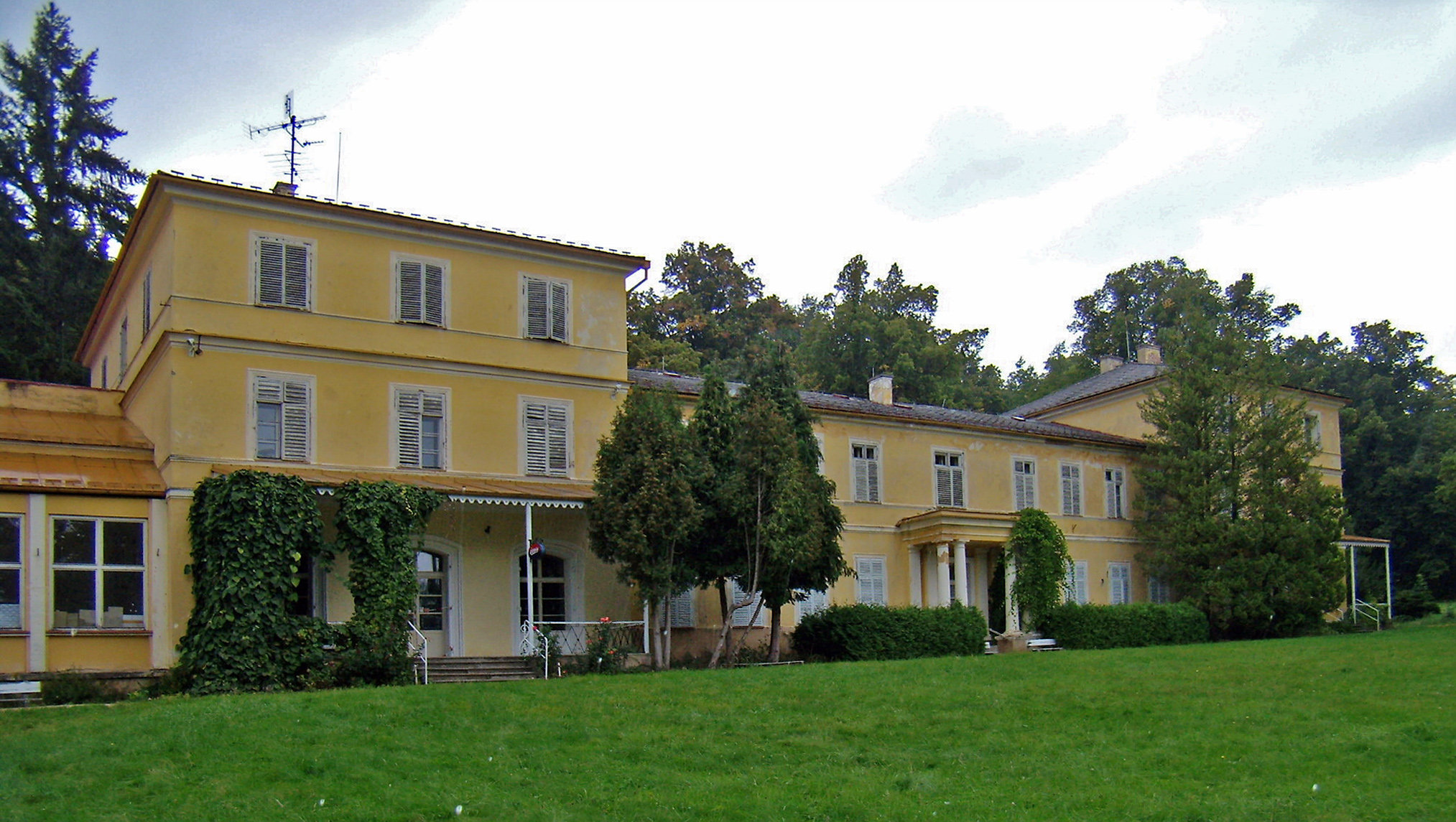
Château de Lázeň.
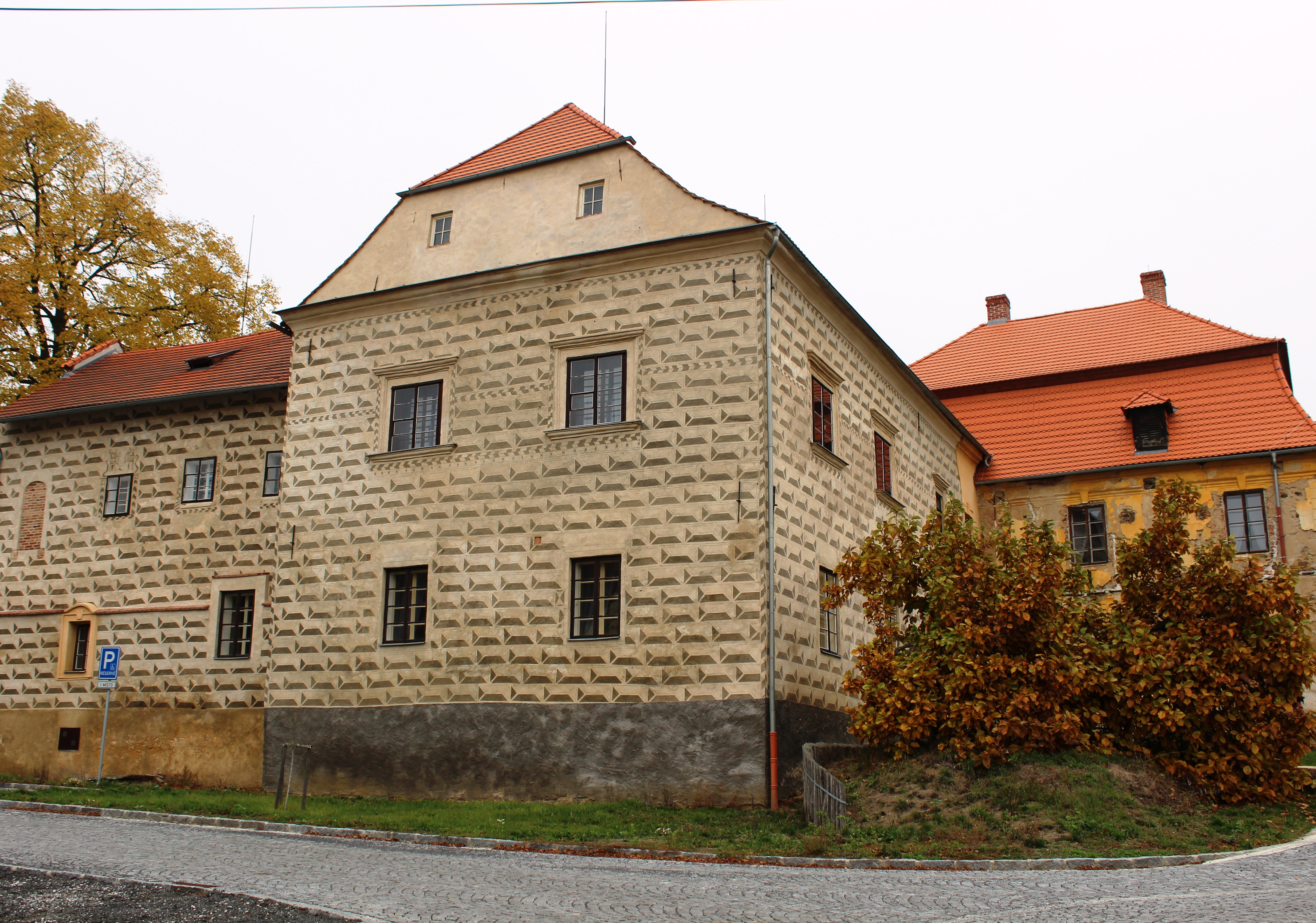
Château de Chudenice.

## Administration
La commune se compose de cinq sections :
- Bezpravovice
- Býšov
- Chudenice
- Lučice
- Slatina